# Ain Metboul
Ain Metboul (en arabe : عين مطبول) est un village historique situé à Sidi M'Hamed Ben Ali dans la wilaya de Relizane en Algérie.

## Histoire
Le village est célèbre pour la présence des ruines de la ville antique Timici dite Kalaa .